# Calignac
Calignac est une commune française, située dans le département de Lot-et-Garonne, en région Nouvelle-Aquitaine.

## Géographie

### Généralités

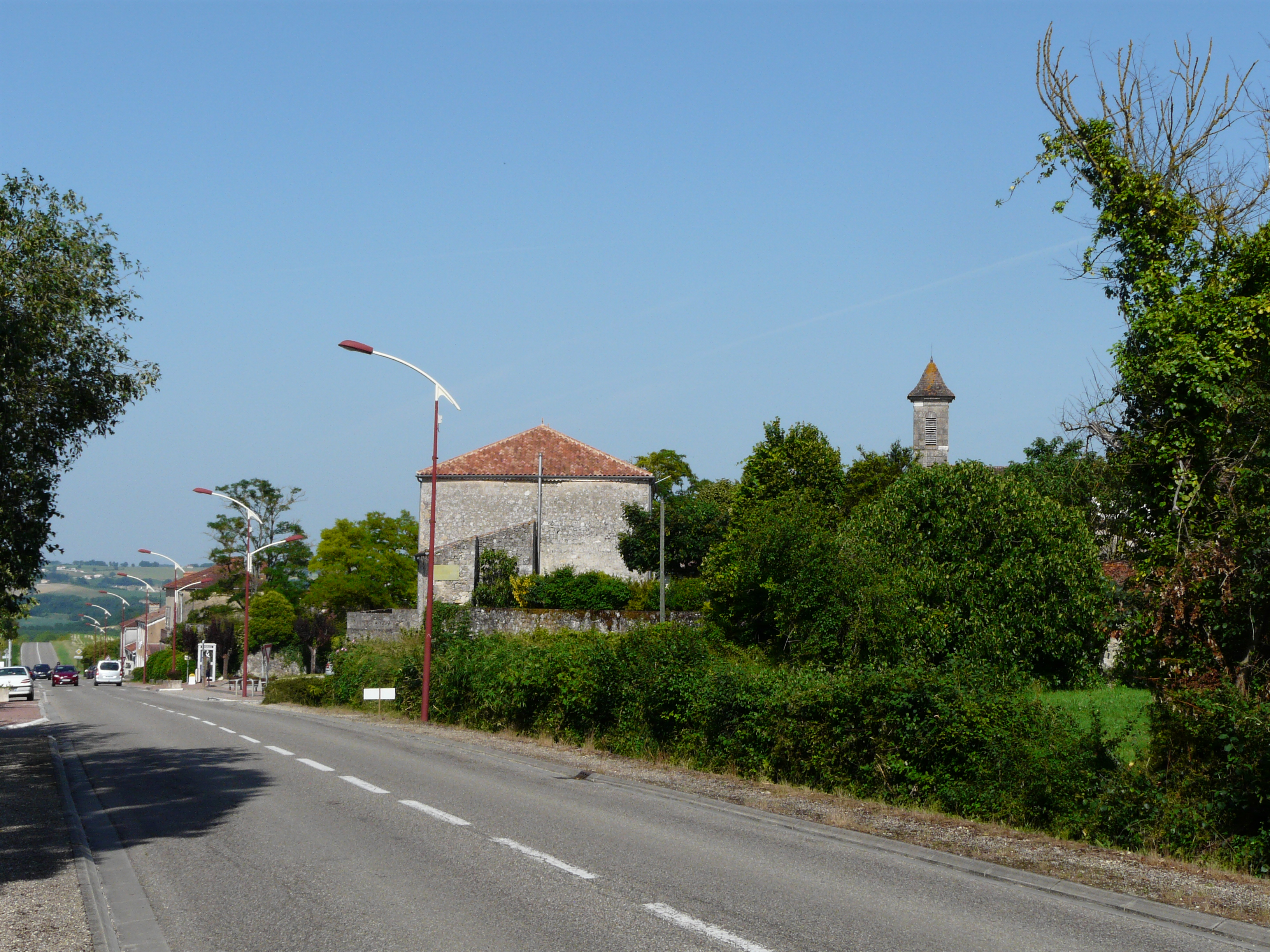
L'ancienne RN 656 traverse le bourg.

Dans le sud du département de Lot-et-Garonne, en Pays d'Albret, la commune de Calignac est bordée à l'est par l'Auvignon, un affluent de la Garonne.
À l'intersection des routes départementales (RD) 287, 656 et 656c, le bourg de Calignac est situé, en distances orthodromiques, six kilomètres à l'est de Nérac et dix-huit kilomètres à l'ouest-sud-ouest d'Agen.
Le territoire communal est également desservi par les RD 15, 131 et 656n.

### Communes limitrophes
Calignac est limitrophe de cinq autres communes. Au sud-est, son territoire est distant de moins d'un kilomètre de celui de Nomdieu.
|       | Espiens  | Montagnac-sur-Auvignon |
| Nérac | Calignac | Saumont                |
|       | Fieux    |                        |

### Géologie et relief
L'altitude minimale, 51 mètres, se trouve à l'extrême nord, là où l'Auvignon quitte la commune pour servir de limite entre celles d'Espiens et de Montagnac-sur-Auvignon. L'altitude maximale avec 184 ou 187 mètres, est localisée à l'extrême nord-ouest, en limite de la commune d'Espiens, au nord-ouest du lieu-dit le Communeau.

### Hydrographie

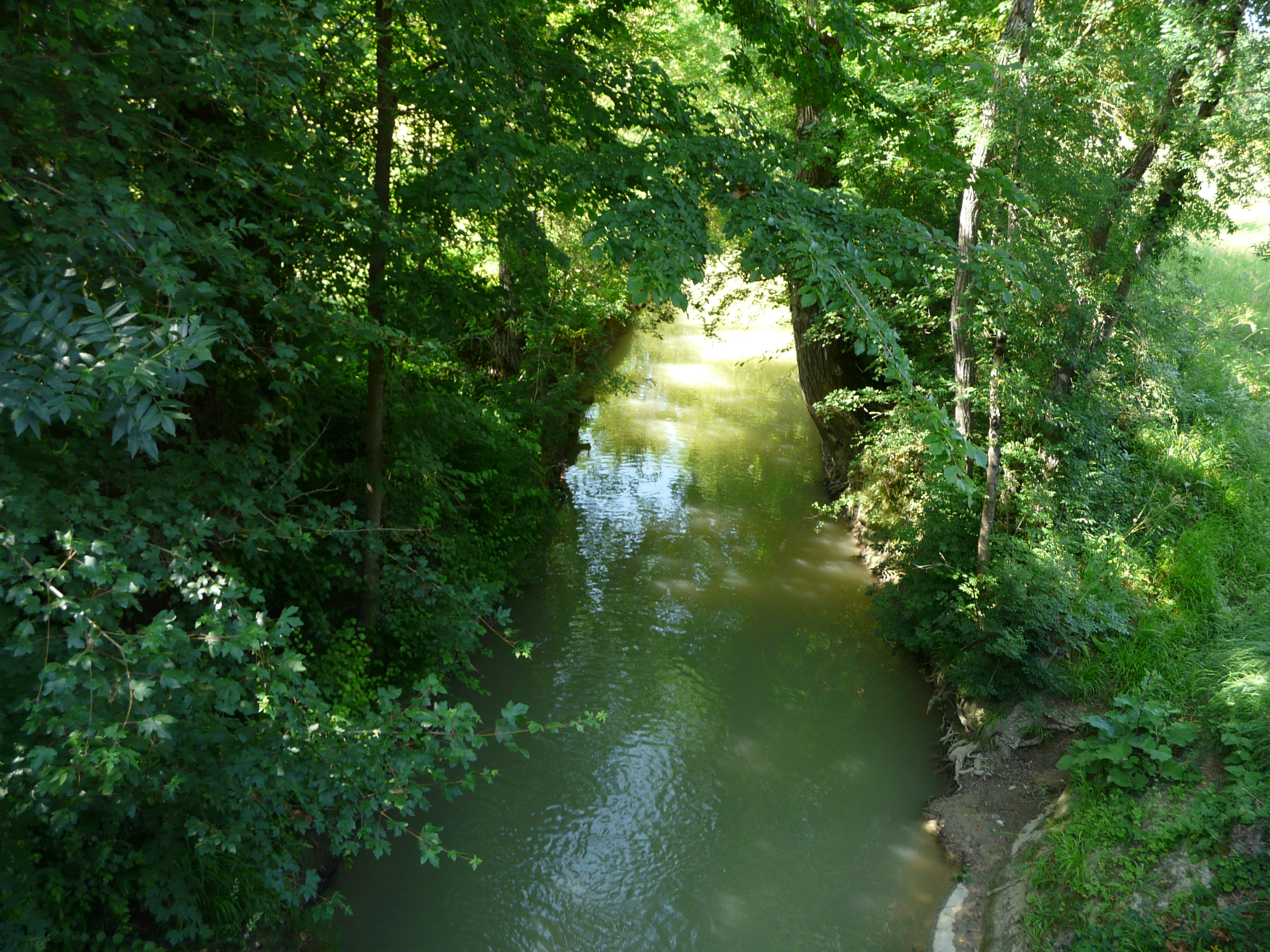
Au pont de la RD 656, l'Auvignon marque la limite entre les communes de Calignac (à gauche) et Saumont (à droite).

Calignac est arrosée par l'Auvignon qui forme la limite orientale du territoire communal, le séparant des communes de Montagnac-sur-Auvignon et Saumont.

### Climat
Pour des articles plus généraux, voir Climat de la Nouvelle-Aquitaine et Climat de Lot-et-Garonne.
Historiquement, la commune est exposée à un climat océanique aquitain.  
En 2020, Météo-France publie une typologie des climats de la France métropolitaine dans laquelle la commune est exposée à un climat océanique altéré et est dans la région climatique Aquitaine, Gascogne, caractérisée par une pluviométrie abondante au printemps, modérée en automne, un faible ensoleillement au printemps, un été chaud (19,5 °C), des vents faibles, des brouillards fréquents en automne et en hiver et des orages fréquents en été (15 à 20 jours).
Pour la période 1971-2000, la température annuelle moyenne est de 13,5 °C, avec une amplitude thermique annuelle de 15,8 °C. Le cumul annuel moyen de précipitations est de 747 mm, avec 9,8 jours de précipitations en janvier et 6,4 jours en juillet. Pour la période 1991-2020, la température moyenne annuelle observée sur la station météorologique la plus proche, située sur la commune de Nérac à 6 km à vol d'oiseau, est de 13,9 °C et le cumul annuel moyen de précipitations est de 735,7 mm,. Pour l'avenir, les paramètres climatiques de la commune estimés pour 2050 selon différents scénarios d'émission de gaz à effet de serre sont consultables sur un site dédié publié par Météo-France en novembre 2022.

## Urbanisme

### Typologie
Au 1er janvier 2024, Calignac est catégorisée commune rurale à habitat très dispersé, selon la nouvelle grille communale de densité à sept niveaux définie par l'Insee en 2022.
Elle est située hors unité urbaine. Par ailleurs la commune fait partie de l'aire d'attraction d'Agen, dont elle est une commune de la couronne,. Cette aire, qui regroupe 81 communes, est catégorisée dans les aires de 50 000 à moins de 200 000 habitants,.

### Occupation des sols

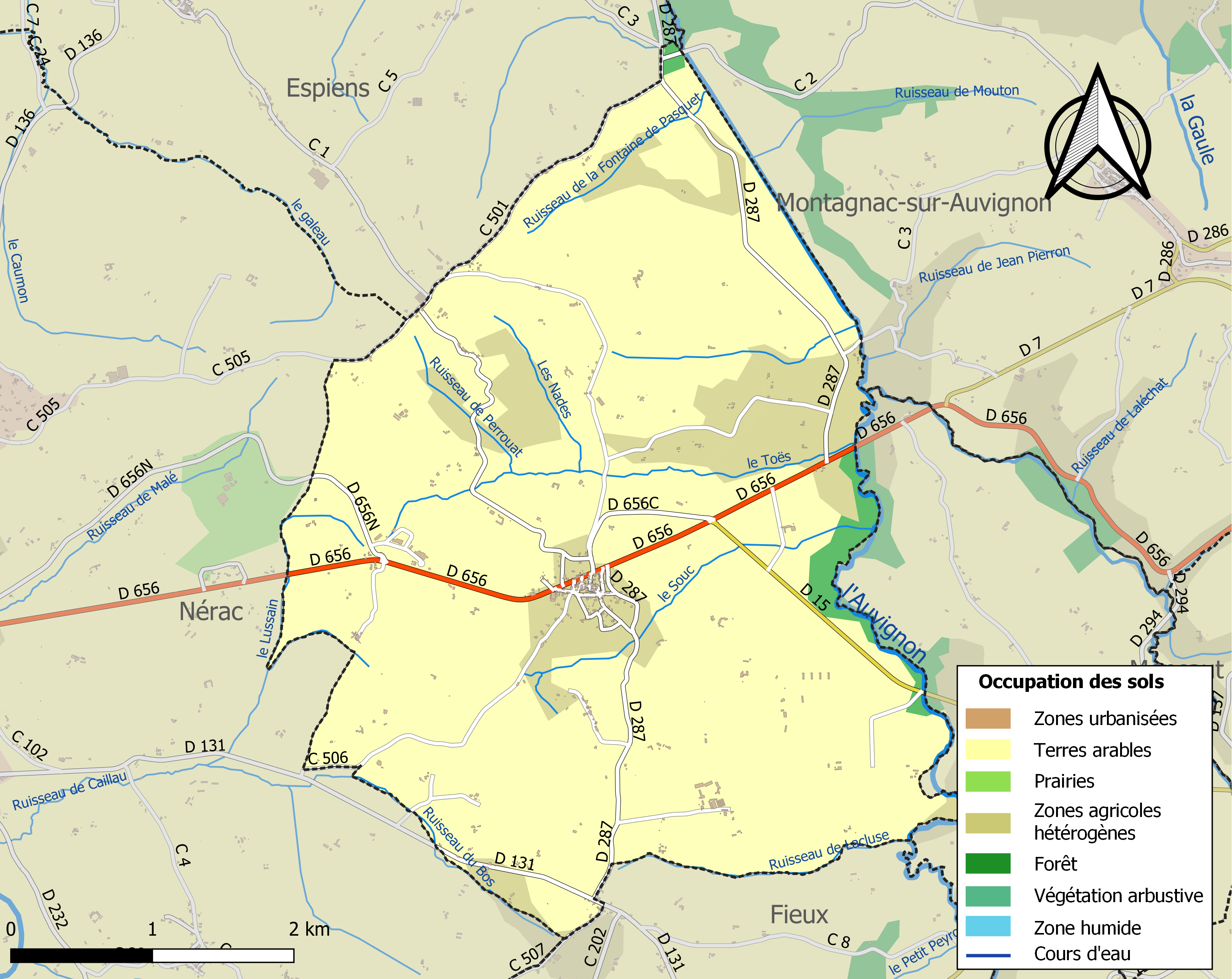
Carte des infrastructures et de l'occupation des sols de la commune en 2018 (CLC).

L'occupation des sols de la commune, telle qu'elle ressort de la base de données européenne d’occupation biophysique des sols Corine Land Cover (CLC), est marquée par l'importance des territoires agricoles (98,4 % en 2018), une proportion sensiblement équivalente à celle de 1990 (98,6 %). La répartition détaillée en 2018 est la suivante : 
terres arables (78,5 %), zones agricoles hétérogènes (14,3 %), cultures permanentes (5,7 %), forêts (1,6 %). L'évolution de l’occupation des sols de la commune et de ses infrastructures peut être observée sur les différentes représentations cartographiques du territoire : la carte de Cassini (XVIIIe siècle), la carte d'état-major (1820-1866) et les cartes ou photos aériennes de l'IGN pour la période actuelle (1950 à aujourd'hui).

### Habitat et logement
En 2020, le nombre total de logements dans la commune était de 247, alors qu'il était de 240 en 2015 et de 211 en 2010.
Parmi ces logements, 84,4 % étaient des résidences principales, 3,8 % des résidences secondaires et 11,8 % des logements vacants. Ces logements étaient pour 99,1 % d'entre eux des maisons individuelles et pour 0,9 % des appartements.
Le tableau ci-dessous présente la typologie des logements à Calignac en 2020 en comparaison avec celle de Lot-et-Garonne et de la France entière. Une caractéristique marquante du parc de logements est ainsi une proportion de résidences secondaires et logements occasionnels (3,8 %) inférieure à celle du département (6,3 %) et  à celle de la France entière (9,7 %). Concernant le statut d'occupation de ces logements, 86,6 % des habitants de la commune sont propriétaires de leur logement (81,3 % en 2015), contre 64,7 % pour le Lot-et-Garonne et 57,5 pour la France entière.
| Typologie                                               | Calignac | Lot-et-Garonne | France entière |
| ------------------------------------------------------- | -------- | -------------- | -------------- |
| Résidences principales (en %)                           | 84,4     | 81,9           | 82,1           |
| Résidences secondaires et logements occasionnels (en %) | 3,8      | 6,3            | 9,7            |
| Logements vacants (en %)                                | 11,8     | 11,7           | 8,2            |

### Voies de communication et transports
Le bourg  est  traversé par l'ancienne  RN 656 (actuelle RD 656).
Le territoire communal est également desservi par les routes départementales 15, 131 et 287.

### Risques naturels et technologiques
Le territoire de la commune de Calignac est vulnérable à différents aléas naturels : météorologiques (tempête, orage, neige, grand froid, canicule ou sécheresse), mouvements de terrains et séisme (sismicité très faible). Il est également exposé à un risque technologique,  le transport de matières dangereuses. Un site publié par le BRGM permet d'évaluer simplement et rapidement les risques d'un bien localisé soit par son adresse soit par le numéro de sa parcelle.

#### Risques naturels
Les mouvements de terrains susceptibles de se produire sur la commune sont des glissements de terrain et des tassements différentiels.

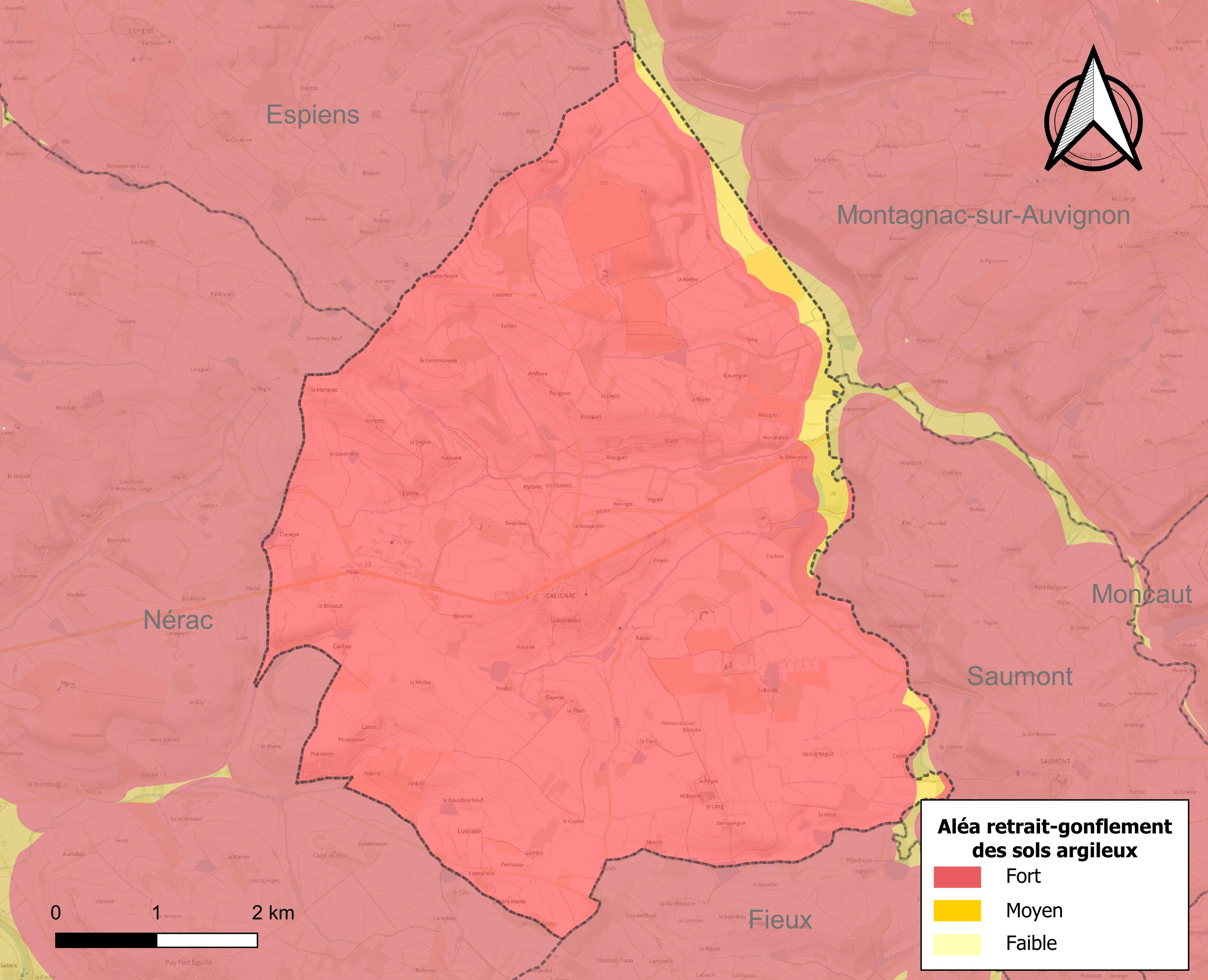
Carte des zones d'aléa retrait-gonflement des sols argileux de Calignac.

Le retrait-gonflement des sols argileux est susceptible d'engendrer des dommages importants aux bâtiments en cas d’alternance de périodes de sécheresse et de pluie. La totalité de la commune est en aléa moyen ou fort (91,8 % au niveau départemental et 48,5 % au niveau national). Depuis le 1er octobre 2020, en application de la loi ELAN, différentes contraintes s'imposent aux vendeurs, maîtres d'ouvrages ou constructeurs de biens situés dans une zone classée en aléa moyen ou fort,.
La commune a été reconnue en état de catastrophe naturelle au titre des dommages causés par les inondations et coulées de boue survenues en 1982, 1983, 1990, 1999, 2003 et 2009, par la sécheresse en 1989, 2002, 2003, 2005, 2011 et 2017 et par des mouvements de terrain en 1999.

## Histoire
À la fin du XIIIe siècle, un castrum est attesté.
En 1362, Calignac dépend de la maison d'Albret.
Au début du XVIIe siècle, le village de Calignac, entouré de fortifications, est accessible par trois portes.

## Politique et administration

### Rattachements administratifs et électoraux

#### Rattachements administratifs
La commune se trouve depuis 1942 dans l'arrondissement de Nérac du département de Lot-et-Garonne.
Elle faisait partie depuis 1793 du canton de Nérac. Dans le cadre du redécoupage cantonal de 2014 en France, cette circonscription administrative territoriale a disparu, remplacée par la circonscription électorale du canton de l'Albret dont Nérac est le bureau centralisateur.

#### Rattachements électoraux
Pour les élections départementales, la commune fait partie depuis 2014 du canton de l'Albret.
Pour l'élection des députés, elle fait partie de la première circonscription de Lot-et-Garonne.

### Intercommunalité
Calignac était membre de la communauté de communes des Coteaux de l'Albret, un établissement public de coopération intercommunale (EPCI) à fiscalité propre créé en 1996 et auquel la commune avait transféré un certain nombre de ses compétences, dans les conditions déterminées par le code général des collectivités territoriales.
Dans le cadre des dispositions de la loi portant nouvelle organisation territoriale de la République du 7 août 2015, qui prévoit que les établissements publics de coopération intercommunale (EPCI) à fiscalité propre doivent avoir un minimum de 15 000 habitants, cette intercommunalité a fusionné avec ses voisines pour former, le 1er janvier 2017, la communauté de communes dénommée Albret Communauté, dont est désormais membre la commune.

### Liste des maires

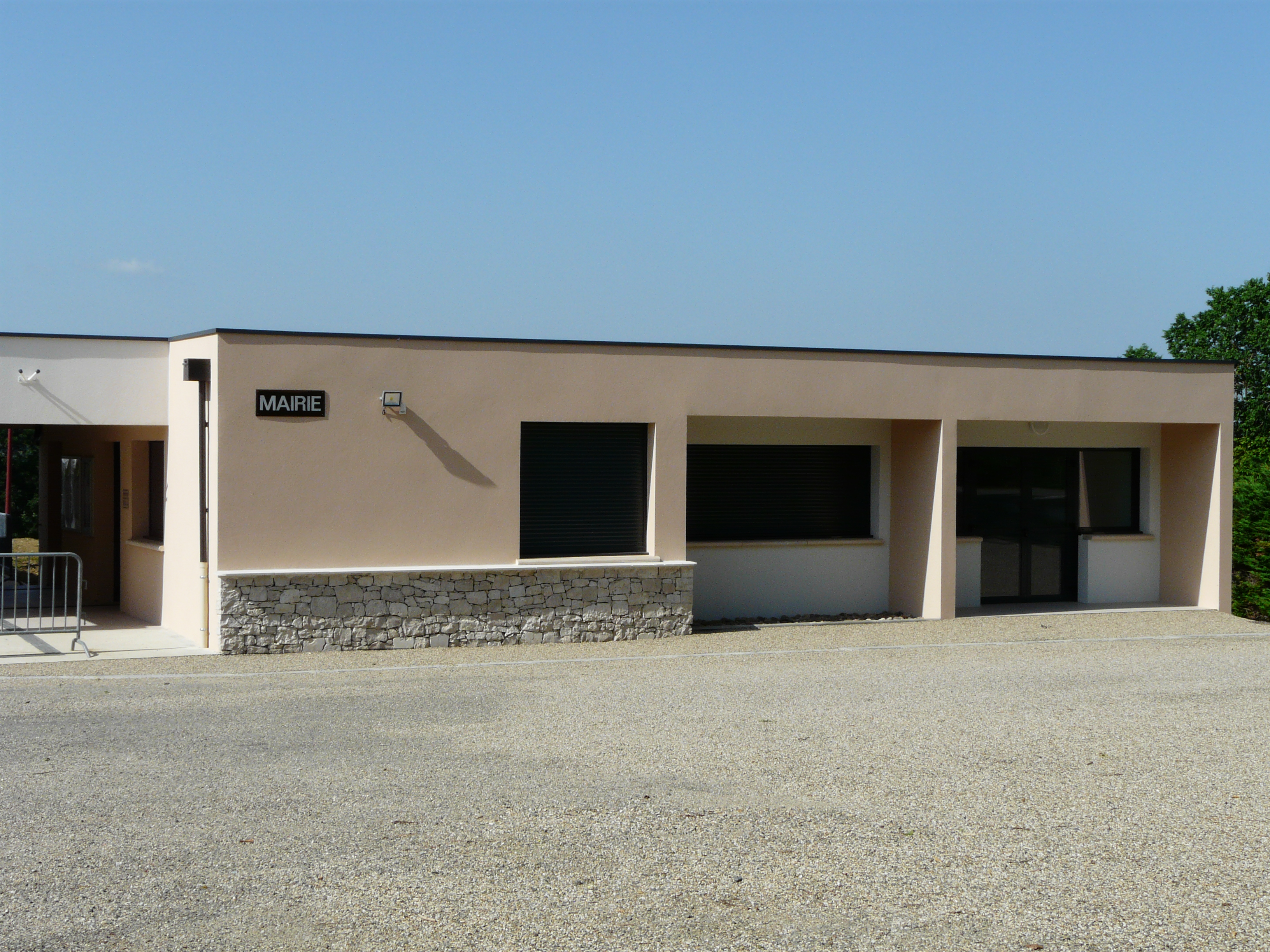
La mairie en 2014.

| Période                                  | Période                        | Identité                | Étiquette | Qualité |
| ---------------------------------------- | ------------------------------ | ----------------------- | --------- | --- |
| Les données manquantes sont à compléter. |                                |                         |           | |
|                                          |                                |                         |           | |
| 1966                                     | 2001                           | François Valay,         | DVD       | |
| mars 2001                                | mai 2020                       | Marc de Lavenère-Lussan |           | Exploitant agricole |
| mai 2020,                                | juillet 2023                   | Alban Cassagnabère      |           | Ancien directeur du CFA agricole de Sainte-Livrade Ancien président du club de rugby de Nérac Conseiller départemental Mort en fonction |
| octobre 2023,                            | En cours (au 30 novembre 2023) | Stéphanie David         |           | Assistante comptable à la Cave des vignerons de Buzet                                                                                   |

## Population et société

### Démographie
L'évolution du nombre d'habitants est connue à travers les recensements de la population effectués dans la commune depuis 1793. Pour les communes de moins de 10 000 habitants, une enquête de recensement portant sur toute la population est réalisée tous les cinq ans, les populations de référence des années intermédiaires étant quant à elles estimées par interpolation ou extrapolation. Pour la commune, le premier recensement exhaustif entrant dans le cadre du nouveau dispositif a été réalisé en 2007.

En 2022, la commune comptait 489 habitants, en évolution de −1,41 % par rapport à 2016 (Lot-et-Garonne : −0,18 %, France hors Mayotte : +2,11 %).
| 1793 | 1800 | 1806 | 1821 | 1831 | 1836 | 1841 | 1846 | 1851 |
| ---- | ---- | ---- | ---- | ---- | ---- | ---- | ---- | ---- |
| 688  | 740  | 715  | 740  | 774  | 764  | 742  | 841  | 816  |

| 1856 | 1861 | 1866 | 1872 | 1876 | 1881 | 1886 | 1891 | 1896 |
| ---- | ---- | ---- | ---- | ---- | ---- | ---- | ---- | ---- |
| 815  | 798  | 787  | 731  | 744  | 699  | 733  | 650  | 596  |

| 1901 | 1906 | 1911 | 1921 | 1926 | 1931 | 1936 | 1946 | 1954 |
| ---- | ---- | ---- | ---- | ---- | ---- | ---- | ---- | ---- |
| 546  | 565  | 560  | 482  | 492  | 534  | 511  | 511  | 454  |

| 1962 | 1968 | 1975 | 1982 | 1990 | 1999 | 2006 | 2007 | 2012 |
| ---- | ---- | ---- | ---- | ---- | ---- | ---- | ---- | ---- |
| 449  | 401  | 381  | 410  | 387  | 373  | 419  | 426  | 512  |

| 2017 | 2022 | - | - | - | - | - | - | - |
| ---- | ---- | - | - | - | - | - | - | - |
| 478  | 489  | - | - | - | - | - | - | - |

## Culture locale et patrimoine

### Lieux et monuments
- Nombreux pigeonniers des XVIIe, XVIIIe et XIXe siècles[34].
- Château de Cardéran, du XIXe siècle, avec pigeonnier[35].
- Château de Lassalle avec chapelle du XIIe siècle[36], inscrit au titre des monuments historiques en 2010[37].
- Manoir de Mons des XVIIe et XIXe siècles[38].
- Maison noble du Grand Bourdieu à Caubéos, qui pourrait remonter au XVIe siècle[39].
- Église paroissiale Saint-Étienne, du milieu du XIXe siècle[40]. Elle est inscrite à l'Inventaire général du patrimoine culturel[40].

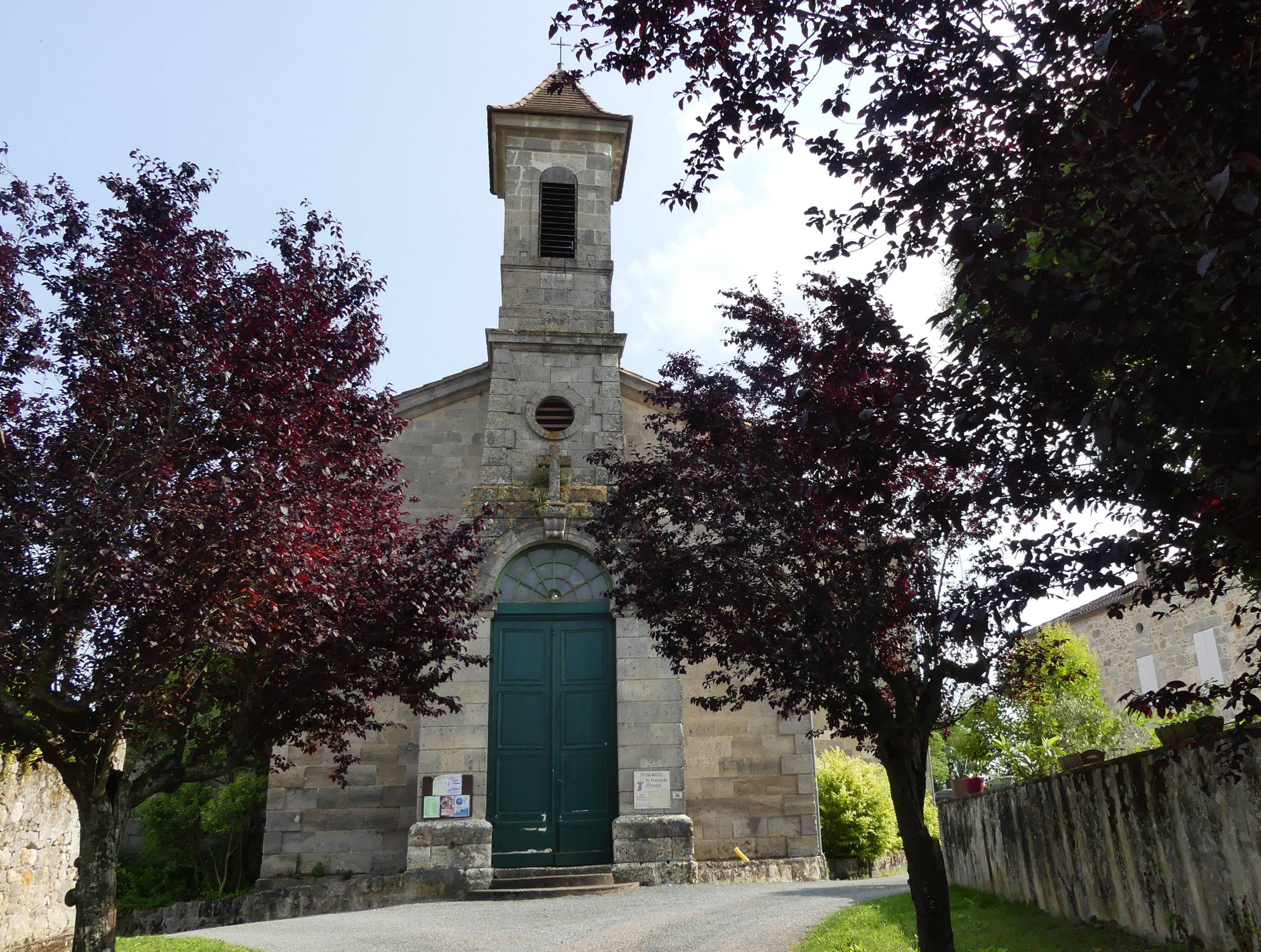
L'église Saint-Étienne.
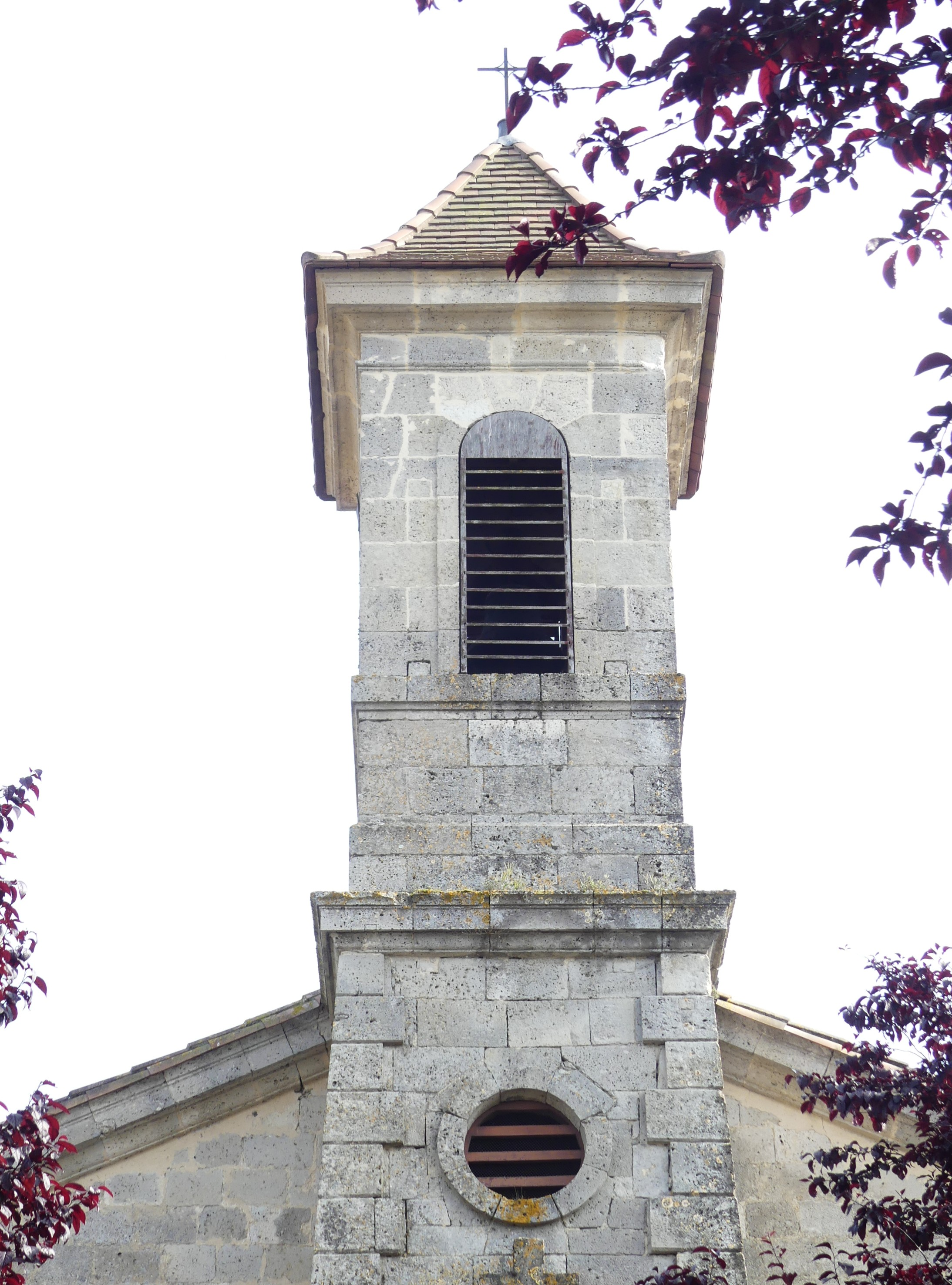
Son clocher.
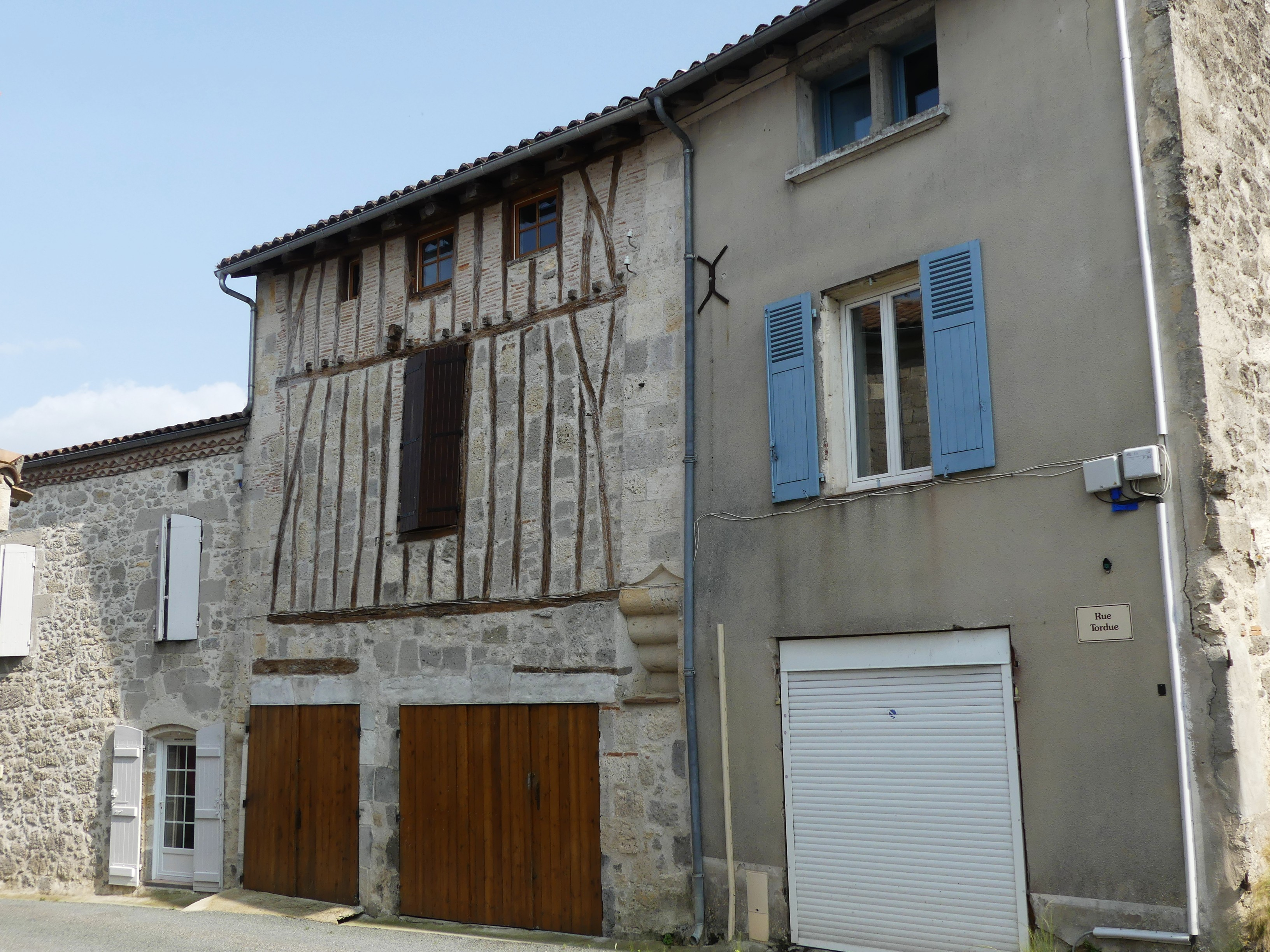
Maison à colombages dans le bourg.

## Pour approfondir